# Massacre (experimentální hudební skupina)
Massacre byla americká experimentální hudební skupina. Vznikla v roce 1980 v New Yorku a původní sestavu tvořili kytarista Fred Frith, baskytarista Bill Laswell a bubeník Fred Maher. Své první album skupina vydala v roce 1981 na značce Celluloid Records. Neslo název Killing Time a brzy po jeho vydání se skupina rozpadla. Obnovena byla v roce 1998, avšak z původních členů zde zůstali pouze Frith a Laswell. Mahera nahradil Charles Hayward. Téhož roku kapela vydala na značce Tzadik Records své druhé a poslední studiové album Funny Valentine. Později vyšlo několik koncertních alb. Skupina se definitivně rozpadla v roce 2003.

## Diskografie
- Killing Time (1981)
- Funny Valentine (1998)